# Gymnographa heterospora
Gymnographa heterospora är en lavart som först beskrevs av William Nylander och fick sitt nu gällande namn av Staiger. 
Gymnographa heterospora ingår i släktet Gymnographa och familjen Graphidaceae.   Inga underarter finns listade i Catalogue of Life.